# Регино Прюмский
Реги́но Прюмский (устар. Регинон; нем. Regino von Prüm, фр. Réginon de Prüm; лат. Regino Prumiensis abbas; около 840 или 850 — 915) — немецкий хронист и теоретик музыки, монах-бенедиктинец, аббат Прюмского монастыря.

## Биография
Происхождение Регино точно не установлено. Скорее всего, он происходил из знатного германского рода. Родился он в замке Альтрип недалеко от Шпайера (Рейнланд-Пфальц). Вступил в орден бенедиктинцев, вероятно, ещё в юности в Прюмском аббатстве Христа Спасителя, где изучал теологию и каноническое право.
Прюмский монастырь являлся одним из самых знаменитых и богатых аббатств своего времени. Он располагался в Лотарингии, около Трира. Однако после того, как в IX веке начались набеги норманнов на империю, пострадали многие поселения и аббатства. Не избежало этой участи и Прюмское аббатство, которое было дважды захвачено и разорено — в 882 и 892 годах. После этого аббат Фараберт, едва спасшийся бегством от захватчиков, оставил свой пост. В мае 892 года на его место был выбран Регино, который стал седьмым аббатом Прюмского аббатства.
Основной заботой Регино стало восстановление экономики аббатства, сильно подорванной норманнским разорением. В 893 году в аббатстве был составлен так называемый Прюмский кадастр, в котором впервые были описаны все владения, входившие в сферу влияния аббатства. По словам самого Регино, ему сильно мешали в его начинаниях интриги недоброжелателей и вспыхнувшие в Лотарингии междоусобицы. В итоге в 899 году Регино был вынужден покинуть пост аббата, а его место занял сын графа Меца Рихард (Рихарий). Согласно утверждению историка-гуманиста XVI века Иоганна Тритемия, причиной отстранения Регино была немилость, которую он навлёк со стороны короля Восточно-Франкского королевства Карла III Простоватого, видевшего в нём сторонника графа Роберта Парижского.
Регино отправился в Трир, где его принял архиепископ Ратбод. Он поручил ему реорганизацию местного монастыря Святого Мартина, разрушенного норманнами, назначив его на пост настоятеля этой обители. Заняв эту должность, Регино активно поддерживал церковные реформы архиепископа Ратбода, сопровождая его во всех поездках.
Однако после смерти своего покровителя Регино вынужден был покинуть и эту обитель, и удалиться в трирское аббатство Святого Максимина, являвшееся одним из центров монастырской реформы, состоявшей, главным образом, в восстановлении во всей строгости общежитийного устава Св. Бенедикта Нурсийского. Согласно «Житию Святого Магнерика», управление этим монастырём было передано Регино епископом Трирским Радбодом (883—915).
В монастыре Св. Максимина в Трире Регино в 915 году и скончался, и в нём же был похоронен. Его могила с надгробной надписью была обнаружена там в 1581 году.

## Труды Регино

### Всемирная хроника
Главный труд Регино — «Всемирная хроника» (лат. Chronicon), написанная между 900 и 908 годами и посвящённая епископу Аугсбурга Адальберону (ум. 909). Возможно книга замысливалась как учебник для малолетнего короля Восточно-Франкского королевства Людовика IV. Основное содержание хроники — история Франкского государства и, особенно, Каролингов.
Образцом для Регино послужила «Всемирная хроника» Фрекульфа, епископа Лизье (IX век), с той однако разницей, что у Фрекульфа точкой отсчёта является сотворение мира, а у Регино — Рождество Христово. Хроника Регино состоит из трёх книг. Первая книга доведена до 741 года. Вторая книга посвящена истории ранних Каролингов, западных франков и Лотарингии. Она доведена до 892 года. Третья книга охватывает период с 892 до 906 года.
Сведения первых двух книг, изложения событий в которых оканчивается 813 годом, представляют собой компиляцию произведений других авторов, причём довольно запутанную и хронологически неверную даже для IX века. Регино использовал сочинения Беды Достопочтенного и Павла Диакона, а также различные хроники и анналы, среди которых выделяются «Книга истории франков», «Деяния Дагоберта», «Анналы Святого Аманда», «Лоршские анналы», «Анналы королевства франков» и «Прюмские анналы». В третьей книге Регино описывает события, современником которых он является. Эти описания строятся не только на собственных наблюдениях и чужих рассказах, но и неком сборнике актов и посланий, а также утраченных «Кратчайших Прюмских анналах», составлявшихся на полях пасхальных таблиц. Уделяя особое внимание Лотарингии, Регино рассказывает о многих современных ему событиях весьма осторожно, а о некоторых вовсе умалчивает, опасаясь навлечь на себя преследования. В области литературного стиля он подражает античным историкам, в частности, Юстину (III век н. э.).
После смерти Регино его хроника была продолжена до 967 года монахом Адальбертом, позже ставший первым архиепископом Магдебурга и возглавлявшим неудачную миссию на Руси. Для продолжателя Регинона, приступившего в работе не ранее 973 года, характерен общеимперский кругозор, который обусловил достоинства его сочинения как одного из лучших в латиноязычной историографии X века.
Несмотря на то, что хроника Регино Прюмского содержит массу хронологических ошибок, она является ценным источником по истории Франкского государства и Лотарингии IX века. По словам её исследователя и переводчика, немецкого историка-источниковеда XIX века Вильгельма Ваттенбаха, она «заслуживает нашего внимания в качестве одной из первых попыток изложить всемирную историю в многоплановом повествовании, задача, справиться с которой легко тогда никто не решался и на пути которой стояли немалые трудности. По общему признанию, исполнение её было весьма несовершенным, особенно из-за путаницы в хронологии, а также из-за того, что автор даже не пытался, подобно Фрекульфу, анализировать свои источники, довольствуясь дословным их изложением».
Незвирая на это, хроника оказала огромное влияние на европейскую историографию и дошла до нас в 30 рукописях, 22 из которых датируются X—XII веками, что свидетельствует о широком распространении её среди средневековых книжников. В настоящее время большинство её манускриптов находится в Баварской государственной библиотеке в Мюнхене, Австрийской национальной библиотеке в Вене, Национальной библиотеке Франции в Париже, Британской библиотеке в Лондоне, библиотеке колледжа Корпус-Кристи Кембриджского университета, Ватиканской апостольской библиотеке, Земельной библиотеке Бадена в Карлсруэ, Государственной библиотеке Нижней Саксонии в Ганновере и др. собраниях.
Впервые хроника Регино была опубликована в 1521 году в Майнце учёным рыцарем-гуманистом Себастьяном фон Ротенханом. Научное издание её выпущено было в 1826 году в Ганновере в 1 томе «Monumenta Germaniae Historica» под редакцией немецкого историка Георга Г. Пертца. В 1890 году хроника переиздана была медиевистом Фридрихом Курце в серии «Scriptores rerum Germanicarum» того же многотомника, и в том же году в Лейпциге увидел свет немецкий её перевод, выполненный В. Ваттенбахом.

### Другие труды Регино
Регино занимался также теорией музыки. Ему принадлежит тонарий и «Послание об основах гармоники» (лат. Epistola de harmonica institutione) — музыкальный трактат, оформленный в форме письма архиепископу Ратбоду. В нём Регино, опираясь на труды Боэция и Марциана Капеллы, стремился упорядочить литургическое пение в церквах епархии, для чего ему была нужна поддержка архиепископа. Регино также приписывают несколько антифонов и респонсориев.
Перу Регино принадлежит также двухтомный синодальный сборник канонов «De synodalibus causis et disciplinis ecclesiasticis», составленный около 906 года по требованию архиепископа Ратбода и посвящённый архиепископу Майнца Гатто I. Его использовал в своей «Книге декретов» (лат. Liber decretorum) учёный епископ Бурхард Вормский.

## Публикации
Всемирная хроника
- Хроника Регинона Прюмского с Трирским продолжением // Немецкие латиноязычные источники IX—XI веков. Тексты, перевод, комментарии / Сост. А. В. Назаренко. — М.: Наука, 1993. — С. 101–130. — (Древнейшие источники по истории Восточной Европы). — ISBN 5-02-009519-2.
- Регинон Прюмский. «Хроника» с продолжением / Пер. и комм. А. В. Назаренко // Древняя Русь в свете зарубежных источников / Под ред. Т. Н. Джаксон, И. Г. Коновалова, А. В. Подосинова. — Том IV. Западноевропейские источники. — М.: Русский Фонд Содействия Образованию и Науке, 2010. — С. 44–49. — ISBN 978-5-91244-013-7.
- Регино Прюмский. Хроника / Пер. с лат. И. В. Дьяконова. Отв. ред. И. А. Настенко. — М.: Русская панорама, 2024. — 272 с. — (MEDIÆVALIA: средневековые литературные памятники и источники). — ISBN 978-5-93165-510-9.
- History and politics in late Carolingian and Ottonian Europe. The chronicle of Regino of Prüm and Adalbert of Magdeburg / MacLean, Simon (ed. and tr.). — Manchester, 2009.
- Kurze, Friedrich (ed.). Reginonis abbatis Prumiensis Chronicon cum continuatione Treverensi // MGH SS rerum Germanicarum in usum scholarum separatim editi 50. — Hanover, 1890.
- Reginonis Chronicon // Monumenta Germaniae historica Scriptores / translated into German by W. Wattenbac. — Leipzig, 1890. — P. 537–629.
- Das Sendhandbuch des Regino von Prüm / herausgegeben und übersetzt von Wilfried Hartmann. — Darmstadt: Wissenschaftliche Buchgesellschaft, 2004. — ISBN 3-534-14341-8.
- Regino. Chronik // Quellen zur karolingischen Reichsgeschichte, 3. Teil, herausgegeben von Reinhold Rau. — Darmstadt, 1960. — P. 179–319.

Другие труды
- Tonarius // ed. Edmond de Coussemaker Scriptores de musica medii aevi. — Paris, 1867. — Vol. II. — P. 1–73.
- De harmonica institutione // ed. Gerbert Scriptores ecclesiastici de musica sacra. — 1784. — Vol. I.
- Libri duo de synodalibus causis et disciplines ecclesiasticis // ed. JP Migne Patrologia Latina. — Vol. 132.
- Epistola de harmonica institutione. Testo latino e italiano. Introduzione, traduzione e commento a cura di Alessandra Fiori. — Firenze: Sismel, 2011. — xxx, 255 p. — (La Tradizione Musicale. Studi e testi, 15) (издание латинского оригинала и итальянский перевод с комментариями)